# Skaar (personaje)
Skaar es un personaje de cómics en las historias publicadas por la compañía Marvel Comics, por lo general como un personaje secundario de Hulk. Él es el hijo de Hulk y la extraterrestre Caiera, quien lo concibió durante la historia "Planeta Hulk". Creado por el escritor Greg Pak y el artista John Romita, Jr., apareció por primera vez en What If? Planeta Hulk # 1 (encubrimiento de fecha, diciembre de 2007).
Skaar hizo su debut en la animación en la serie animada Hulk y los agentes de S.M.A.S.H. (2013-2015), y llega a la miniserie del Universo Cinematográfico de Marvel en She-Hulk: Attorney at Law (2022), interpretado por Wil Deusner.

## Historia de la publicación
Skaar apareció por primera vez en What If? Planeta Hulk # 1 (diciembre de 2007). Skaar entonces apareció canónicamente en World War Hulk # 5 (enero de 2008) una miniserie escrita por Greg Pak, e ilustrado por John Romita Jr. Posteriormente protagonizó su propia serie en curso por Pak, Skaar: Hijo de Hulk, que duró 12 números desde 2008 a 2009.
Tras el "Planeta Skaar" arco de la historia, lo que dio lugar a la llegada de Skaar en la Tierra, el título del libro cambió con la edición # 13 al Hijo de Hulk, después de lo cual nuevo escritor Paul Jenkins centró en Hiro-Kala, otro hijo de Bruce Banner. La serie duró hasta la edición # 17. La historia de Hiro-Kala que comienza en estos temas siguen en una miniserie que une al Reino de Reyes evento, Realm of Kings: Hijo de Hulk.
Cuando Greg Pak se hizo cargo de las tareas de escritura en "The Incredible Hulk" con la edición # 601, Skaar se alió con una del poder de Bruce Banner.
El personaje aparecerá en Skaar: Rey de la Tierra Salvaje serie limitada por el escritor Rob Williams, y comenzó a aparecer como un personaje regular en la serie Dark Avengers, comenzando con Dark Avengers # 175.

## Historia
Skaar es el hijo de Hulk y de Caiera, que concibió durante el tiempo de Hulk en el planeta natal de Caiera, Sakaar. Tras la muerte de Caiera, y la salida de Hulk desde Sakaar, Skaar surgió de un capullo, que parece ser el equivalente a la edad de un preadolescente. Un año más tarde se asemeja a un adolescente, y, posteriormente desarrolló la apariencia y la inteligencia de un adulto. Para sobrevivir, Skaar aprendió la necesidad de matar como parte de su crianza por las salvajes criaturas de su planeta natal. Demuestra ser un general feroz y capaz, convirtiéndose en el enemigo de Axeman Bone. Luego gana el poder del " Viejo Poder" basado en piedra, que le permite extraer energía del planeta mismo.
Skaar es capaz de comunicarse con el espíritu de su madre muerta, Caiera. Lucha en una guerra contra Axeman Bone, pero esto solo retrasa la huida de su gente de la casi destrucción del planeta por parte de Galactus, el devorador de los mundos. Debido a que el planeta posee suficiente energía para saciar el hambre de Galactus durante cien mil años, Caiera le quita el Poder Antiguo a Skaar mientras trata de razonar con él. Skaar le admite a Caiera que quería eliminar el mal del planeta. Sin embargo, el Silver Surfer restaura el poder antiguo de Skaar y le muestra una visión de la muerte y destrucción de Sakaar, lo que lleva a Skaar a destruir las naves de evacuación. Él le dice a la Persona que practica surf que si no le ahorra a su planeta, usará la Vieja Potencia para aumentar el hambre de Galactus y poner en peligro a más planetas, incluidos aquellos que ya están salvados por la Persona que practica surf. Después de que el Surfista informa a la gente de Sakaar que su seguridad llevaría a la muerte de innumerables planetas, se marcha. Caiera denuncia a Skaar por su decisión y absorbe su Viejo Poder. Luego lo exilia de Sakaar y espera a que Galactus la consuma.
Skaar llega a la Tierra con el único deseo de matar a su padre, Hulk. Después de entrar en conflicto con los militares de los Estados Unidos y otros personajes como Los 4 Fantásticos y el Warbound, se enfrenta a Hulk, aunque no la versión que estaba presente en Sakaar. Después de que Hulk involucra a Skaar en la batalla, que sin esfuerzo lo golpea, aunque su lucha crea una fisura que pone en peligro una planta de energía nuclear. Skaar cesa su ataque cuando se da cuenta de que este Hulk no es la versión "World War Hulk" que lo concibió, que es el que realmente quiere matar, y previene la fisura de poner en peligro la planta de energía. Declara la Tierra como su nuevo hogar.
Skaar más tarde se encuentra con Bruce Banner, a quien ha sido robada su capacidad de convertirse en Hulk por el Hulk Rojo. Skaar continua su deseo de matar a Hulk, pero no en forma de Banner, ya que realmente son personajes separados. Bruce se ofrece para enseñar a Skaar cómo matar a Hulk, si alguna vez vuelve, aunque esto es una treta para permitir a Banner supervisar a Skaar y difundir la sabiduría paternal con la esperanza de convertir el guerrero salvaje en un héroe. Skaar demuestra su capacidad de utilizar la astucia, así como su fuerza física lanzando al villano Juggernaut en el espacio exterior. Las lecciones posteriores por Banner incluyen encuentros con Wolverine, el hijo de Wolverine, Daken, Victoria Hand, Moonstone, Marlo Chandler, Tirano, el Hombre Topo y su ejército de Moloids.
Después de derrotar a los Moloids, Skaar es proclamado un héroe, y se da un desfile en su honor. Después de un enfrentamiento con Hulk Rojo que enoja a Banner, se teletransporta al país de Latveria, supuestamente para transformarse en privado. Durante una batalla posterior entre Hulk y el villano de Latveria, Doctor Doom, Skaar interviene, después de haber transportado a Latveria con la tecnología de teletransporte de Banner, ya que él no desea la condenación para robarle la capacidad de matar a Hulk. Destino domina Skaar con la magia, él volviendo a su forma humana, y revela que este Hulk era un robot. Banner entonces llega y rescata a su hijo, al verlo en su forma humana, por primera vez, pero Skaar rechaza el afecto de la bandera, en la creencia de que Banner se preocupa solo por su difunta esposa. Concluyendo que Banner planeó para provocar el descubrimiento de Skaar de su teletransportador con el fin de le pedirá venir a Latveria para otra lección, Skaar consiste su deseo de matarlo algún día como Hulk.
Durante la " Caída de los Pontones "," La Guerra Mundial de Hulk", y el argumento " El Hijo Oscuro ", Skaar viene en ayuda de los Vengadores luchando contra Red She-Hulk, en una historia que involucra al grupo villano de Inteligencia girando a decenas de personas en Washington D. C. en Hulks, incluyendo el genio Amadeus Cho. Durante el curso de la historia, Banner re-surge como Hulk, y Skaar, finalmente concedió el enfrentamiento que tuvo anhelado, y lo ataca. Durante el curso de la batalla, Hulk rescata a un número de personas inocentes en peligro por su lucha. Skaar reacciona a esta compasión cesando su asalto, pero Hulk continúa su lucha, causando a Skaar para volver a su forma humana. Estas acciones recuerdan Hulk de Banner del propio padre abusivo, y como resultado, Hulk vuelve a su forma humana sí mismo, y abraza a su hijo, que acepta su amor. Skaar emprende un viaje con su padre, hermana, como primo hermano una vez eliminado por Jennifer Walters, Rick Jones, y Betty Ross, tras lo cual se detecta que su hermano Hiro-Kala aproximándose a la Tierra.
Durante la historia "Guerra del Caos", Skaar ayuda a su padre y a sus amigos en su lucha contra las fuerzas del Amatsu-Mikaboshi. Cuando se descubre que Brian Banner ha regresado de entre los muertos y se ha convertido en un híbrido de Guilt Hulk / Devil Hulk, Skaar ayuda a su padre a luchar contra su abuelo.
Skaar acompaña a Hulk y al Warbound a la Tierra Salvaje cuando son contactados por Ka-Zar en relación con la muerte de algunos de los Sakaarians que vivían allí. Se descubre que el insectoide Miek está involucrado en un complot para usar los cuerpos Sakaarians para almacenar a sus crías. Cuando Skaar se niega a permitir que Hulk para dañar las crías, Miek entonces usa los intentos de drogas de Skaar. Después de la muerte aparente de Miek, Skaar permanece en la Tierra Salvaje para mantener un ojo en los Sakaarians restantes.
Skaar es aparentemente reclutado por Norman Osborn para unirse a la segunda encarnación de Los Vengadores Oscuros. Su primera pelea con el equipo iba en contra de él cuando Los Nuevos Vengadores lo descubrieron. Después de los Vengadores Oscuros revelan que han capturado al Capitán América y están planeando para capturar a los otros Vengadores y ponerlos a prueba, Skaar enciende a sus compañeros de equipo. Esto se revela en ese momento que Skaar es en realidad un agente doble. Posteriormente Skaar libera el Capitán América, mientras que los Nuevos Vengadores derrota a los restantes Vengadores Oscuros.
Skaar más tarde viaja de regreso a la Tierra Salvaje ya que le recuerda su planeta natal. Hulk en su forma Doc Verde sigue a Skaar allí para destronarlo como parte de su plan para depurar cada mutación Gamma en la Tierra. Después de una breve pelea, Skaar finalmente es eliminado. Doc Green teletransporta a Skaar a París junto con una mochila llena de dinero para que pueda comenzar una nueva y mejor vida con el alias "Santos".
Durante la historia de Civil War II, Skaar se encuentra entre los que conocen la muerte de Bruce Banner.
La compañía de Abominación, Green Spring, más tarde vuelve a potenciar a Skaar. Mientras trabaja para Green Spring, Skaar es enviado a recuperar la reserva de mutación gamma escapada. Esto pone a Skaar en conflicto con el grupo Gamma Flight, que viene en defensa de Stockpile, y la Fuerza Hulkbuster de EE. UU., que se formó para detener la amenaza de los mutantes gamma. Skaar derrota fácilmente a la Fuerza Hulkbuster de EE. UU., pero perdona la vida de sus miembros.

## Poderes y habilidades
Skaar tiene poderes heredados de sus dos padres, aunque el conjunto heredado de Hulk ha sido agotado. Al igual que su padre, Hulk, tenía resistencia sobrehumana, habilidades regenerativas y fuerza y durabilidad sobrehumanas, que, al igual que su padre, aumentaron cuando se enfureció. Su poder era tal que podía romper la armadura del Juggernaut, aunque no era tan fuerte como la persona de Savage Hulk. Skaar podría aumentar aún más su fuerza con Old Power, una forma sintetizada del Poder Cósmico, en un caso de haber absorbido la energía de toda una ciudad. Puño de Hierro es capaz de atontar con un potente chi -Punch. Se puede volver a una forma humana cuando la calma o incapacitado de otra manera. Sin embargo, en su caso, la otra forma es mitad humano, mitad Oldstrong. De su madre, Caiera, tiene los poderes de un Oldstrong, saliendo de su capullo nacimiento capaz de caminar y hablar en cuestión de momentos, y él puede extraer energía del planeta y endurecer su cuerpo. Después de haber nacido dentro de las profundidades de un lago de lava, Skaar es resistente al calor intenso.

## Otras versiones
En el 2007 ¿Qué si? historia "¿Qué pasa si Caiera había sobrevivido a la destrucción de Sakaar en lugar de Hulk?", una versión de 21-años de edad, de Skaar apareció cerca del final, parcialmente visible y oculto por las sombras.
En la serie She Hulk original de Disney Plus, aparece Skaar en el último capítulo de la primera temporada

## En otros medios

### Televisión
- Skaar aparece en la serie animada Hulk and the Agents of S.M.A.S.H., con la voz de Benjamin Diskin. Él es un personaje principal y miembro del equipo de S.M.A.S.H. Él aparece por primera vez en el episodio "Portal hacia a la Destrucción, Parte 1",[40][41] siendo como el guerrero de Annihilius, al ser controlado por él y al ser liberado, se une a Hulk, A-Bomb, She-Hulk y Hulk Rojo. En el episodio final de temporada, "El Planeta de El Líder", cuando los agentes de S.M.A.S.H. se encuentran en el mundo natal de Skaar, el planeta Sakaar, Hulk y Skaar encuentran en una cueva donde Skaar hizo dibujos que representa su largamente olvidado pasado. Un huérfano sin memoria de sus verdaderos padres, Skaar fue adoptado por una familia. Cuando El Líder apareció y comenzó a conquistar Sakaar, Skaar trató de defenderse, pero fue capturado y lavado el cerebro en ejecutor personal del genio loco, hecho de ir tan lejos como para atacar a su pueblo y a su familia adoptiva. Debido a la naturaleza de la muestra, su conexión con Hulk no se menciona.

- Skaar aparece también en la tercera temporada de Ultimate Spider-Man, expresado de nuevo por Benjamin Diskin. En el episodio "Concurso de Campeones", parte 2, está emparejado con Spider-Man, Viuda Negra y Power Man, parte del equipo del Coleccionista, en enfrentar al Doctor Octopus, Hombre Absorbente y Zzzax en un juego de "Último Equipo en Pie". Cuando el Gran Maestro usa meteoros en una parte del juego, un meteorito derriba a Skaar y Power Man del edificio y los elimina del juego. También aparece en la parte 4, como cameo.

- Skaar hace un cameo en el episodio "Whose Show Is This?", de la serie de Marvel Cinematic Universe/Disney+ She-Hulk: Attorney at Law, interpretado por Wil Deusner.[42] La escritora principal de She-Hulk: Attorney at Law, Jessica Gao, no sabía si Marvel Studios planeaba que Deusner permaneciera en el papel para las futuras apariciones de Skaar.[43]Esta versión es de Sakaar. En 2025, él es traído a la Tierra por su padre, Bruce Banner. El acompaña a Banner a Los Ángeles para una barbacoa y conoce a la familia de Banner, incluidos Jennifer Walters y su amigo, Matt Murdock.

### Videojuegos
- Skaar aparece como un personaje jugable en Lego Marvel Vengadores.
- Skaar aparece como un personaje jugable en Lego Marvel Super Heroes 2,[44] con la voz de David Menkin.[45]